# Lorenzo Pareto
Lorenzo Nicolò Pareto (Genova, 6 o 14 dicembre 1800 – Genova, 19 giugno 1865) è stato un geologo e uomo politico italiano.
È ricordato anche per il suo patriottismo in epoca risorgimentale.
Come uomo politico fu, nella II e nella III legislatura del  Regno di Sardegna,  presidente della Camera dei deputati. Ricoprì anche la carica di Ministro degli affari esteri nel primo Gabinetto costituzionale affidato a Cesare Balbo.
Come uomo di scienze, è considerato uno dei padri della moderna geologia e il suo nome è iscritto fra quello dei soci dell'Accademia nazionale delle scienze.
È sepolto nel cimitero monumentale di Staglieno e la sua città natale, Genova, gli ha intitolato una via. Per volere testamentario la sua biblioteca scientifica e le sue raccolte geologiche sono state donate alla città ed hanno costituito il nucleo iniziale del Museo di storia naturale Giacomo Doria.

## Biografia
Figlio del marchese Agostino Pareto - che aveva fatto parte della Commissione di Governo della Repubblica Ligure - venne inviato a studiare al Convitto Tolomei di Siena e in seguito al collegio militare francese La Flèche dove poté sviluppare il suo interesse per gli studi scientifici.

### Il patriota e il politico
Dopo aver partecipato ai moti del 1821 (conquistando a Genova la carica di decurione), nel 1832 fu fra i primi aderenti al movimento mazziniano della Giovine Italia. Contestualmente, proseguì i suoi studi di geologia sostenendo il consolidamento del Consorzio Agrario e dell'Accademia Ligustica (oggi Accademia Ligustica di Belle Arti).
Nel 1848, dopo un iniziale diniego, assunse su invito del re Carlo Alberto di Savoia (cui fu a fianco in occasione delle Cinque giornate di Milano e al momento della dichiarazione di guerra all'Impero austro-ungarico che apriva la prima guerra di indipendenza italiana) l'incarico di ministro degli Esteri.
Nei tumultuosi anni risorgimentali, dimessosi dalla carica di ministro (Governo Casati) dopo l'armistizio di Salasco e la disfatta di Novara, fece ritorno a Genova, dove prese parte - con Alessandro De Stefanis - ai moti del 1849 (Sacco di Genova): come comandante dei Forti e comandante della Guardia Civica sostenne la rivolta dei genovesi.
Venne arrestato nell'aprile 1849 e il suo nome fu inserito in una lista di proscrizione. Questi episodi non impedirono, dopo l'amnistia firmata da Vittorio Emanuele II di Savoia, la sua elezione in luglio a Presidente della Camera per un secondo mandato (che si aggiunse a quello effettuato dal 9 febbraio 1849).
Dal 1861 il suo ruolo passò da quello di deputato a quello di senatore.

### Il geologo
Instancabile nella sua attività di studio della geologia, contestualmente all'impegno patriottico e politico, Pareto sperimentò la disciplina scientifica essenzialmente sul territorio, con escursioni nella sua terra d'origine - la Liguria - ma anche all'estero, prettamente in Francia, dove fu tra i fondatori della Société géologique de France. Fu il primo ad ascendere dalla cresta sud la Punta Marguareis, la cima più alta delle Alpi liguri.
Socio corrispondente della Regia Accademia delle Scienze di Torino, docente alla cattedra di geologia all'Università di Pisa, presente dal 1840 al 1847 ai lavori dei Congressi degli Scienziati Italiani (presieduti per cinque volte), fu fra i patrocinatori di una Carta Geologica d'Italia, lavoro scientifico e nazionale ad un tempo, come ebbe modo di evidenziare nel 1843 al Congresso tenuto a Lucca.
I risultati dei suoi studi sono stati raccolti in trentotto opere pubblicate sulle principali riviste scientifiche. Tra di esse si ricordano gli studi sull'Appennino settentrionale, sulle Alpi occidentali, sulle isole dell'Arcipelago Toscano, sulla Corsica, sulla Sardegna, sulle Basse Alpi e su diverse località dell'arco alpino fra Francia, Svizzera e Germania.
Importanti sono anche gli studi da lui compiuti sui terreni dell'era terziaria in Piemonte (in particolare nella zona di Serravalle Langhe, per la quale realizzò un Piano del Miocene medio).
Pioniere della cartografia in funzione geologica (Cenni geologici della Liguria marittima, carta geologica della Liguria e primo documento a colori di una regione italiana) e autore di un importante studio sulla geologia ligure, Descrizione di Genova e del Genovesato, pubblicato nel 1846, Pareto fu artefice di una serie di Libretti di campagna, raccolti e custoditi all'Università di Genova, nei quali appuntava osservazioni, note e schizzi riguardanti le sue escursioni di studio.
Come relatore, nel 1846, alla posa della prima pietra del monumento intitolato a Cristoforo Colombo, ancora visibile a piazza Acquaverde, a Genova, ebbe modo di commemorare la rivolta capeggiata dal giovane Balilla Giovan Battista Perasso di cui si sarebbe celebrato l'anno successivo il centenario.